# Рошбрюн (Верхние Альпы)
Рошбрю́н (фр. Rochebrune, окс. Ròchabruna) — коммуна во Франции, находится в регионе Прованс — Альпы — Лазурный Берег. Департамент коммуны — Верхние Альпы. Входит в состав кантона Шорж. Округ коммуны — Гап.
Код INSEE коммуны — 05121.

## Население
Население коммуны на 2008 год составляло 148 человек.
| 1962 | 1968 | 1975 | 1982 | 1990 | 1999 | 2008 |
| ---- | ---- | ---- | ---- | ---- | ---- | ---- |
| 22   | 78   | 94   | 106  | 99   | 128  | 148  |

## Экономика
В 2007 году среди 98 человек в трудоспособном возрасте (15—64 лет) 71 были экономически активными, 27 — неактивными (показатель активности — 72,4 %, в 1999 году было 72,6 %). Из 71 активных работали 52 человека (28 мужчин и 24 женщины), безработных было 19 (11 мужчин и 8 женщин). Среди 27 неактивных 5 человек были учениками или студентами, 14 — пенсионерами, 8 были неактивными по другим причинам.

## Фотогалерея
- Канал Кюрбан около Рошбрюна
- Карта коммуны